# 萬斯同

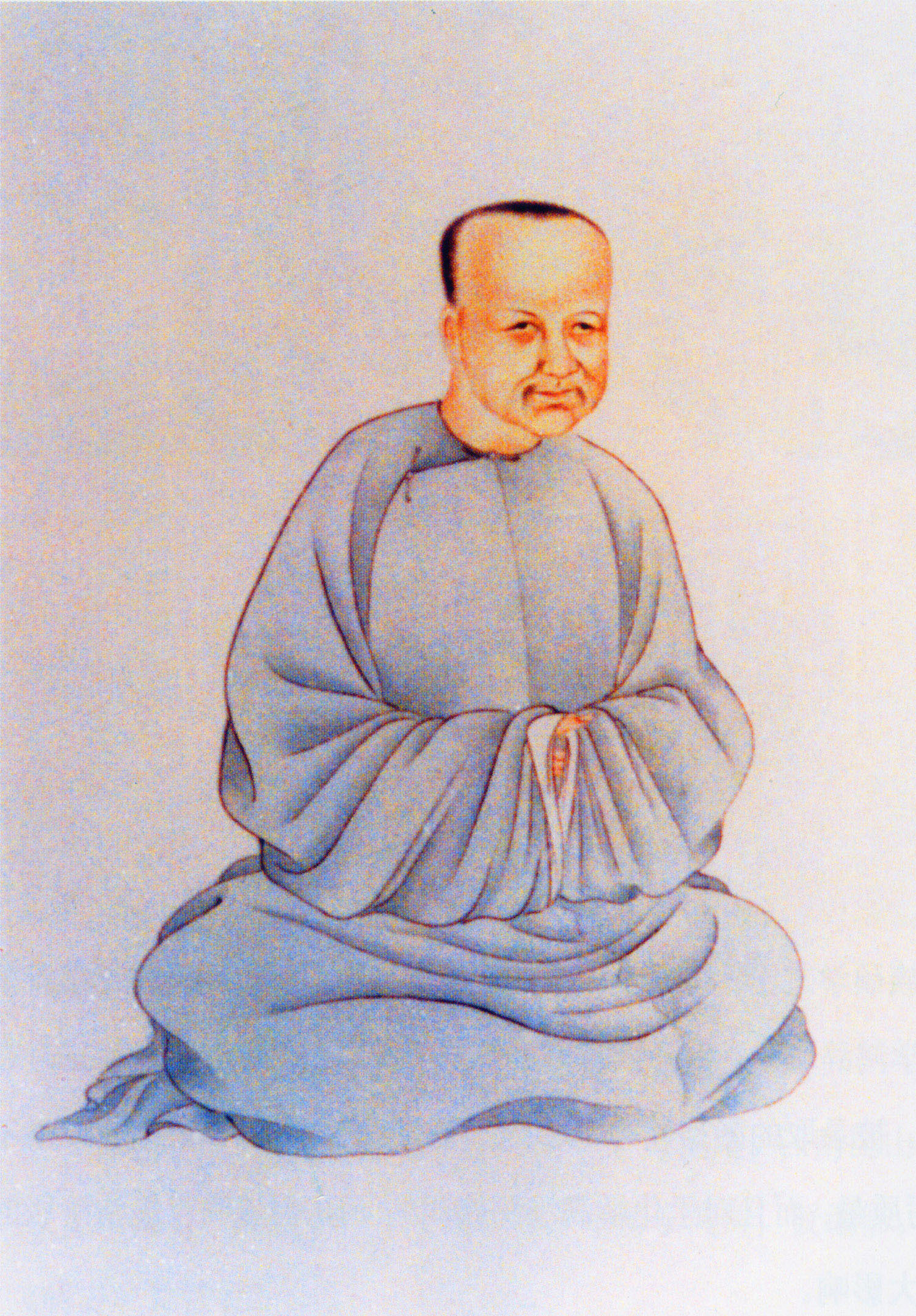
《清代學者象傳》之万斯同

萬斯同（1638年3月9日—1702年5月4日），字季野，學者稱石園先生，浙江寧波衛（今屬寧波市海曙區）人，清初历史学家，师从黃宗羲，為清朝纂修《明史》之主要貢獻者。

## 生平

### 童年
萬斯同生於明崇禎十一年正月二十四日（1638年3月9日）戌时，幼年有神童之譽，讀書輒過目不忘，八歲時，能背誦法言，以後專攻二十一史於海會寺，夜裡無燈，借月光讀書，結果兩目腫痛，繼讀明代十三朝實錄，废寝观之，幾乎全部可背誦。清康熙元年（1662年），全家被迫搬到西郊，妻子庄氏病逝，“虽三女号饥，叔母卧病，呼药声犁然，勿恤也。”後成為李鄴嗣之子李暾的家教。

### 修《明史》
康熙十七年（1678年），清廷因詔請黃宗羲修《明史》，黃宗羲拒絕。朝中大臣便推舉萬斯同為博學鴻詞科，萬斯同亦堅辭不就。翌年，開明史館，總裁徐元文延斯同入史局；康熙十八年（1679年），萬斯同與姪兒萬言北上，黃宗羲《送萬季野北上詩》說：“四方身價歸明水，一代賢奸托布衣。”“不放河汾聲價倒，太平有策莫輕題。”，希望季野能完成修史大業。萬季野“則請以布衣參史局，不署銜，不受俸。”据全祖望在《万贞文先生传》中说：万入史局后，“诸纂修官以稿至，皆送先生复审。先生问毕，谓侍者曰：取某书某卷某页有某事当补入，取某书某卷某页某事当参校。侍者如言而至，无爽者。《明史稿》五百卷，皆先生手定。”万斯同编《明史》，有眼疾，曾以钱名世为助手，“時萬老矣，兩目盡廢，而胸羅全史，信口衍说，贯串成章。”

### 逝世
康熙四十一年四月八日（1702年5月4日），季野在京师王鸿绪家中去世，享年六十四歲，葬于浙江奉化莼湖镇乌阳观山南麓半山腰，身邊的藏書被錢名世佔有。劉坊寫有《萬季野先生行狀》。季野的去世，象徵《明史》編纂第一個階段結束，其後經過數次易稿，乾隆始四年（1739年）正式刊行，距季野過世，已有三十餘年。文革时，万斯同墓惨遭破坏。后又重修。

## 評價
經學家楊椿認為：“《明史》成於國初遺老之手，而萬季野功尤多。紀、傳長於表志，而萬曆以後各傳，又長於中葉以前。袁崇煥、左良玉、李自成傳，原稿皆二巨冊。刪述融汰，結構寵肅，遠在宋、元諸史上。”

## 著作
- 《歷代史表》
- 《紀元匯考》
- 《明通鉴》
- 《廟制圖考》
- 《石經考》
- 《歷代宰輔考》
- 《石園文集》
- 《儒林宗派》（有文淵閣四庫全書本）
- 《崑崙河源考》（有四庫全書本）
- 《庚申君遗事》

## 延伸阅读
[在维基数据编辑]
 在维基文库阅读此作者作品（ 在维基共享资源阅览影像）
 《清史稿/卷484》，出自趙爾巽《清史稿》

### 引用
1. ↑  钱大昕：《潜研堂文集》卷三十八，《万先生斯同传》。
2. ↑  萬言：《历代史表》
3. ↑  《南雷詩歷》
4. ↑  全祖望《万贞文先生传》
5. ↑  《茶餘客話》卷九《萬斯同修明史》